# Zichy z Vaszonykeő
Zichyové z Vázsonykeő (maďarsky Zichy de Vázsonykeő nebo Zichy család, slovensky Zičiovci) je starý rozvětvený katolický panský rod v Uhrách, uváděný již počátkem 13. století, jehož četní členové vynikali ve válečnictví, diplomacii, politice, literatuře i umění.

## Historie

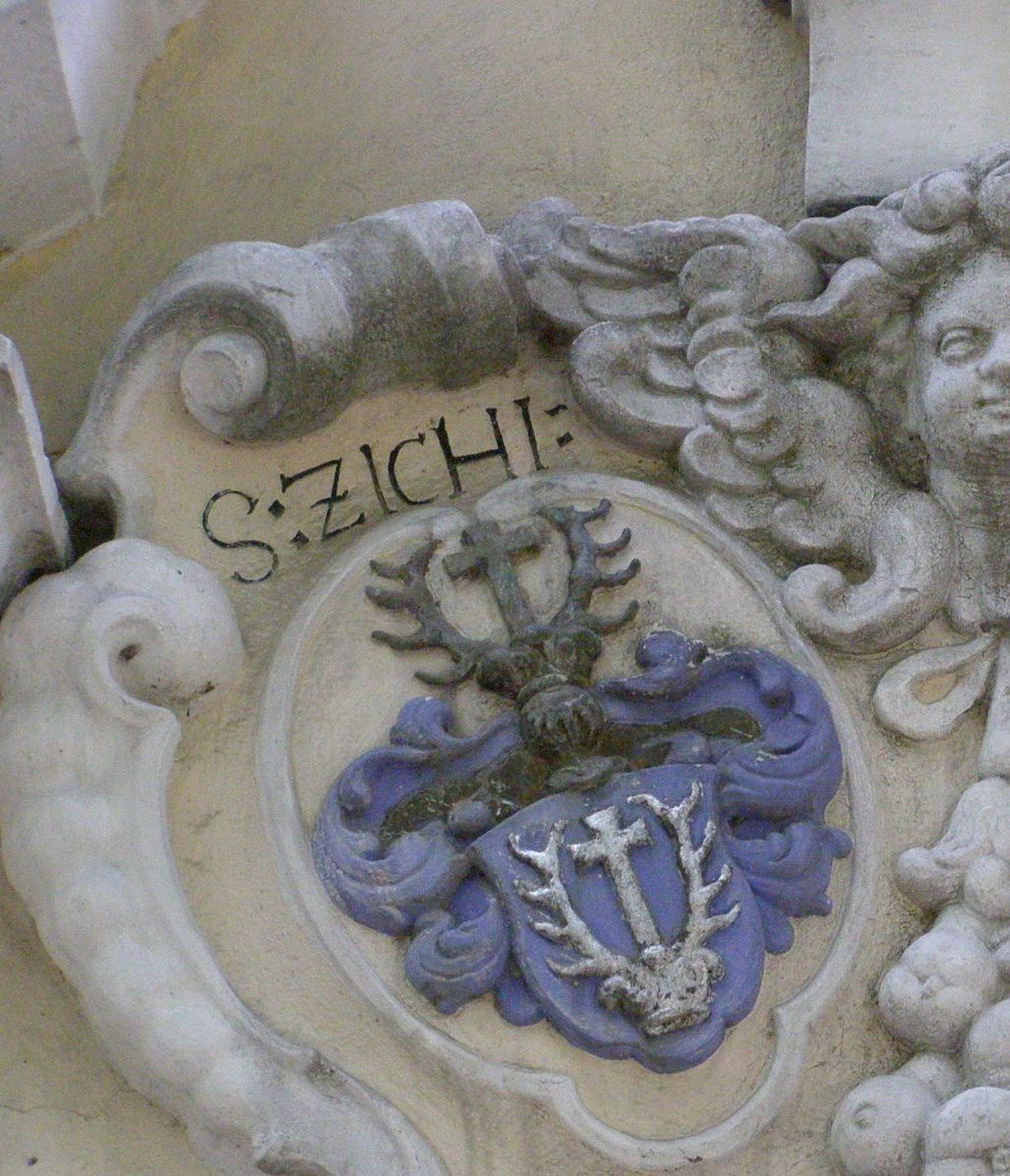
Erb zichyovského rodu umístěný nad portálem farního kostela sv. Máří Magdaleny v Rusovcích. Zichyové byli významnými donátory rusovské farnosti

Nejstarším známým příslušníkem rodu byl zřejmě Gál (Havel) Zajk , který kolem roku 1260 vlastnil ves Zajk v Zalanské župě. Od 14. století začali příslušníci rodu používat predikát de Zich, nebo Zichy, odvozený od vsi Zics v šomoďské župě, která byla v jejich držení již roku 1347.
Bohatství a význam rodu vzrostly až v 17. století, když Pavel (1598–1638), veszprémský hlavní kapitán, dostal od císaře Ferdinanda II. několik vsí panství Komárno a jeho syn Štěpán (1616–1693) získal královskými dary v roce 1646 obec Vásonkeő (podle níž rod používal druhý predikát) a v roce 1650 Palotu. Štěpánův syn stejného jména se stal v roce 1657 majitelem celého komárenského panství a roku 1686 získal panství Divín, zkonfiskované uherskou královskou komorou rodu Balašů. Později získali Zichyové i panství Voderady, Želovce, Rusovce, Cífer a majetkové podíly na panstvích Ostrý Kameň, Oravský hrad a Lietava. V čase největšího rozmachu měla výměra rodových majetků rozlohu téměř 100 tisíc katastrálních jiter (57 500 hektarů). Roku 1680 povýšil císař Leopold I. rod do hraběcího stavu.
Rod se už v 17. století začal rozčleňovat na několik větví, jejichž jména se odvozovala od názvů rodových sídel. Další dělení nastalo v 19. století, kdy synové Jana I. rozdělili rod na větve Palota (Jan II.) a Karlburg (Štěpán). Nejvýznamnější na Slovensku byly linie Karlburg a Cífer. Udržely si zde částečné pozemkové vlastnictví až do konce druhé světové války.

## Významní členové
Členové rodu sehráli významnou úlohu ve státní zemské a vojenské správě Uherska, mnozí byli významnými maďarskými politiky, vojáky, ale i spisovateli.
- Štěpán (18. září 1616–15. březen 1693) zemský a vojenský hodnostář. Stal se zakladatelem slávy a bohatství rodu. V roce 1637 byl velitel rábských husarů a velitel několika měst (1641 Ráb, 1650 Veszprém a Palota). Od roku 1655 byl předsedou uherské královské komory a strážce uherské královské koruny. V roce 1655 ho povýšil císař Ferdinand III. baronského stavu.
- Petr (1674–?) je znám jako autor básní a zajímavých básnických dopisů psaných Klaře Drugethové de Homonna.
- Karel Josef (3. března 1753, Bratislava – 18. září 1826, Vídeň) státník a řečník; roku 1786 se stal vrchním županem rábské župy a 1788 nejvyšším soudcem (judex curiae). V tomto úřadě velmi přispěl k uklidnění tehdejšího pobouřeného smýšlení v Uhrách; roku 1802 se stal předsedou společné dvorní finanční komory a správcem říšských financí, roku 1808 státním konferenčním ministrem a 1809 ministrem války. Ke konci napoleonských válek (1813–1814) byl ministrem vnitra. Na uherských sněmech byl vynikajícím rétorem konzervativního směru
- František (25. června 1777 – 6. října 1839), nejstarší syn Karla Josefa, po sňatku s hraběnkou Marií Ferrarisovou (1799) přijal příjmení Ferraris a zemřel jako podmaršálek.
- Karel (20. června 1779, Vídeň – 15. prosince 1834, Budapešť), Františkův mladší bratr, byl správcem uherského státního pokladu a vrchním županem mošoňské župy.
- Štěpán (1780–1853), byl delší dobu rakouským velvyslancem v Petrohradě.
- Ferdinand (13. července 1783 – 7. října 1862, Bratislava), Karlův mladší bratr, byl podmaršálkem a velitelem v Benátkách. V roce 1849 byl odsouzen k 10 letům vězení v pevnosti, protože rok předtím odevzdal toto město společně s hrabětem Pálffym do rukou povstalců. R. 1851 byl amnestován.
- Karel III. Zichy (11. října 1785 – 1. června 1876)
- Evžen (1809–1848) správce bělohradské župy; během maďarské revoluce odejel spolu s palatinem arcivévodou Štěpánem do Stoličného Bělehradu a zůstal zde i po palatinově odchodu. Povstalci jej obvinili, že je spolčen s blížícím se rakouským vojskem a že se chystá vydat císařskou proklamaci; proto ho zatkli, na mimořádném soudu, jemuž předsedal Görgei, 30. září 1848 ho na ostrově Csepelu odsoudil k smrti a popravili.
- Antonie Alžběta Zichyová (1816-1888), manželka Ludvíka Batthyányho, ministerského předsedy Uherského království v období maďarské revoluce 1848.
- Karolína Leopoldina Zichyová (1818-1903), sestra Antonie Alžběty, významná postava uherského obrození
- Antonín (7. listopadu 1823, Zala – 19. května 1898, Budapešť) novinář, spisovatel a člen uherské panské sněmovny; napsal velmi cenný životopis hraběte Štěpána Széchenyiho: Gróf Széchenyi lstván életrajza (2 svazky) a Povídky (Elbeszélései).
- Evžen (Jenő) z karlburské větve (5. července 1837, Sárszentmihály – 26. prosince 1906, Merano) spisovatel, cestovatel a politik (dědičný člen uherské panské sněmovny), patřily mu statky v župě bělehradské, vesprimské, biharské, tolnánské. Usilovně se snažil zjistit počátky maďarského národa, proto uskutečnil několik nákladných výzkumných cest do Asie (1895-96 na Kavkáz a do střední Asie, 1897-98 do severní Asie). Výsledky svých cest publikoval ve vícero knihách; především jde o šestidílný spis Třetí cesta po Asii (Harmadik Azsiai utazása), jehož první (Vznik uherského rybářství – A magyar halászat eredete zpracovaný Janem Jankó) a druhý díl (Zoologické výsledky – Állattani eredmények, zpracovaný Gézou Horváthem) jednají o přírodovědeckých výzkumech výpravy; díly třetí a čtvrtý (Archeologické studie na ruské půdě – Régészeti tanulmányok az orosz földön, zpracované Bélou Postem) shrnují archeologické výsledky cest; pátý díl sepsaný Josefem Pápaiem jedná o lidové poesii Seveřanů (Ostjáků) (Az északi osztjak népköltés); šestý díl (Orientální bádání v zájmu objasnění původu maďarského plemena – Keleti kutatások a magyarság eredetének földeritése érdekében) napsal hrabě Eugen sám. Po většinu života byl předsedou zemské komise pro udržování památek stavitelství a umění.
- Josef (1841–1924), guvernér v Rijece, ministr v uherských vládách 1872–1875, dědičný člen Sněmovny magnátů
- Theodor (1847–1927), diplomat, rakousko-uherský vyslanec ve Württembersku a Bavorsku, dědičný člen Sněmovny magnátů
- Géza z karlburské větve (23. července 1849, Sztára – 14. ledna 1924, Budapešť) spisovatel, dramatik, hudební skladatel a vynikajícím pianistou. Byl Lisztovým žákem a koncertoval v Budapešti, ve Vídni, v Paříži a v Rusku. Napsal poetickou povídku Čarodějka leáňvárská (Leányvári boszorkány) s kresbami proslulého Michala Zichyho, o němž napsal Život a díla Michala (Mihály élete és művei), poezii Novější básně (Ujabb költemények) a drama Boj lásky (A szerelem harca). Složil operu Alár, která byla úspěšně uvedena i v zahraničí, např. v Berlíně (1898).
- August (1852–1925), cestovatel, spisovatel, guvernér v Rijece, nejvyšší dvorský maršálek 1911–1918, rytíř Řádu zlatého rouna
- Aladár z palotské větve (4. listopadu 1864 – 16. listopadu 1937) konzervativní politik, člen agrární skupiny uherských poslanců, od roku 1893 člen panské uherské sněmovny, v letech 1906–1910 a 1917–1918 ministr uherské vlády bez portfeje, od roku 1927 poslanec maďarského parlamentu.
- Jan z karlburské větve (30. května 1868, Nagyláng – 4. ledna 1944 tamtéž) doktor politických věd a doktor práv, vůdce strany lidové (klerikální) a předsedou všeobecného katolického sdružení v Uhrách, doživotní člen uherské panské sněmovny a ministr školství.
- Julius z palotské větve (*1871–?), biskup v Pécsi.